# پورگشتال آن در ارلاوف
پورگشتال آندر ارلوف (به آلمانی: Purgstall an der Erlauf) یک منطقهٔ مسکونی در اتریش است که در ناحیه شایبس واقع شده‌است. پورگشتال آندر ارلوف ۵۵٫۹۷ کیلومتر مربع مساحت دارد ۲۹۹ متر بالاتر از سطح دریا واقع شده‌است.